# Allen Steele
Allen Mulherin Steele, Jr.  (Nashville, Tennessee, 1958. január 19. –) amerikai sci-fi-szerző.

## Élete
Nashville-ben született 1958-ban. Iskoláit a  New England College és a University of Missouri-n végezte. Sokáig újságíróként dolgozott.

## Munkássága
1988-ban írta első novelláját. 1966-ban Hugo-díjjal jutalmazták a The Death of Captain Future regényét. A Coyote és Space szériákon kívül több független regényt is írt.

## Fordítás
- Ez a szócikk részben vagy egészben  az   Allen Steele című angol Wikipédia-szócikk fordításán alapul.  Az eredeti cikk szerkesztőit annak laptörténete sorolja fel. Ez a jelzés csupán a megfogalmazás eredetét és a szerzői jogokat jelzi, nem szolgál a cikkben szereplő információk forrásmegjelöléseként.